# Otto Lessing
Otto Lessing (Düsseldorf, 24 febbraio 1846 – Berlino, 22 novembre 1912) è stato uno scultore tedesco il cui lavoro ha modellato in gran parte l'aspetto di Berlino tra la fine del XIX e l'inizio del XX secolo.
Era figlio del pittore storico e paesaggista Karl Friedrich Lessing e pronipote del poeta Gotthold Ephraim Lessing.

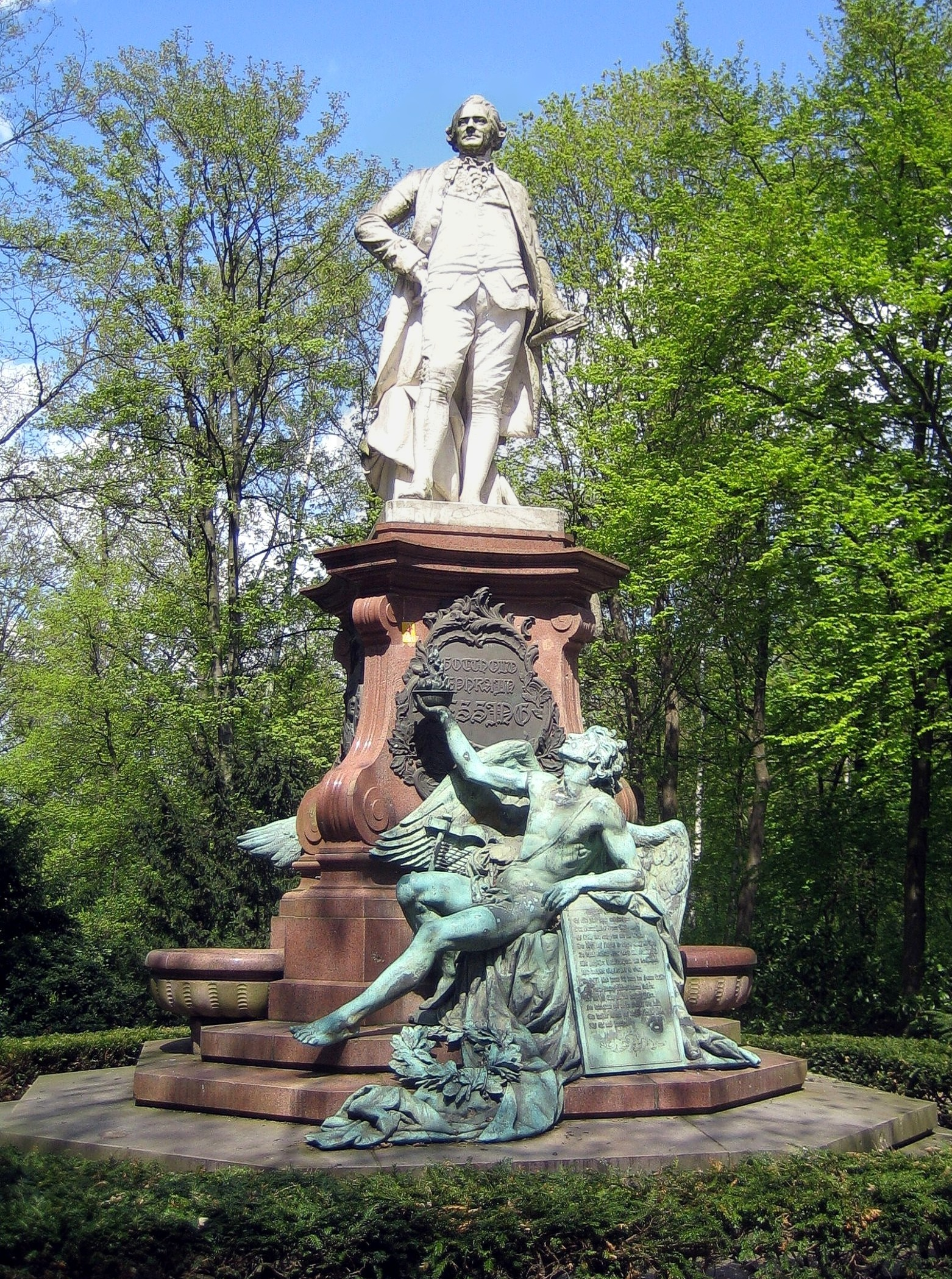
Monumento a Lessing nel Großer Tiergarten di Berlino

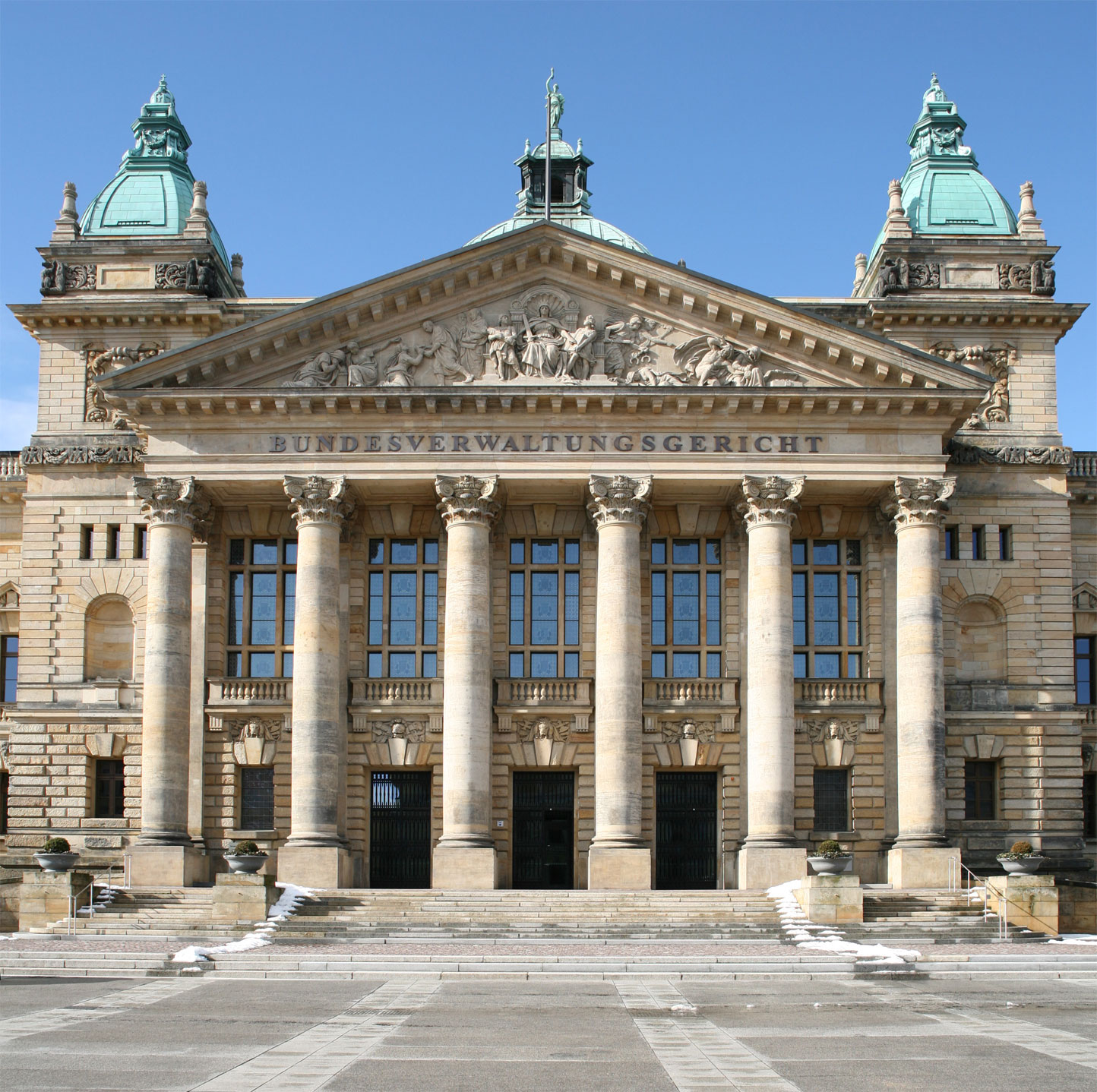
Timpano e sculture del Reichsgericht (ora tribunali amministrativi federali tedeschi), a Lipsia

Timpani e statue al Deutscher Dom, oltre che decori interni

Creò sculture e elementi architettonici decorativi sulle facciate e gli interni di molti importanti edifici in Germania, come il Reichstag, il Duomo di Berlino e il Reichsgericht (Corte Suprema) di Lipsia. Oltre ai grandi appalti pubblici, progettò anche edifici commerciali e ville residenziali. Al culmine della sua carriera, nel 1911, fu nominato al Senato dell'Accademia delle arti di Prussia e ricevette il Pour le Mérite in Science and Arts (in tedesco Pour le mérite für Wissenschaft und Künste), la più alta decorazione civile della Germania.

## Biografia
Era nato a Dusseldorf e la sua formazione artistica iniziò con il padre, che lo istruì nella pittura. Studiò poi scultura, dal 1863 al 1865, con Carl Johann Steinhäuser alla Kunstschule di Karlsruhe e poi dal 1865 al 1868 con Albert Wolff a Berlino. Dopo questi anni di formazione tornò a Karlsruhe, dove lavorò nello studio di Steinhäuser fino al 1872. 
Sposò Sigrid Gude, figlia di Hans Gude a Oslo nel 1875.
Alla fondazione dell'Impero tedesco, con la scelta di Berlino come capitale imperiale, Lessing sperava in una carriera intensa e nell'autunno del 1872 si trasferì a Berlino. Lì aprì uno studio di scultura decorativa in Wartburgstraße 14 a Schöneberg. L'allora sconosciuto scultore beneficiò delle raccomandazioni dello zio Robert Carl Lessing, principale proprietario della Vossische Zeitung con contatti con influenti politici e artisti. Anche il padre di Lessing si trasferì a Berlino nel 1880 e acquistò una prestigiosa residenza nel quartiere di Tiergarten. 
La reputazione e il successo di Lessing crebbero continuamente alla fine del XIX secolo. Nel 1890 fu accettato nella Società degli Architetti di Berlino e divenne il loro scultore preferito. Da questa associazione ricevette commissioni per sculture e rilievi sulle facciate di molti edifici importanti, come il Reichstag, il Palazzo di città e la cattedrale. Oltre a grandi commissioni pubbliche, progettò anche sculture per edifici commerciali e molte delle ville della nuova borghesia nella capitale. 
Progettò anche sculture monumentali. Tra il 1886 e il 1890 creò un monumento al suo triszio, Gotthold Ephraim Lessing, sulla Lennéstraße nel Tiergarten. In occasione della sua inaugurazione, il 14 ottobre 1890, ottenne il titolo di professore e poco tempo dopo assunse un incarico di insegnante presso l'Istituto del Museo delle arti decorative di Berlino. Si trasferì in Wangenheimstraße 10, nel nuovo quartiere di Berlino Grunewald, dove costruì un grande studio. Morì il 22 novembre 1912 ed è sepolto nel Friedhof Halensee-Grunewald, in una tomba da lui stesso progettata.

## Pittura e scultura

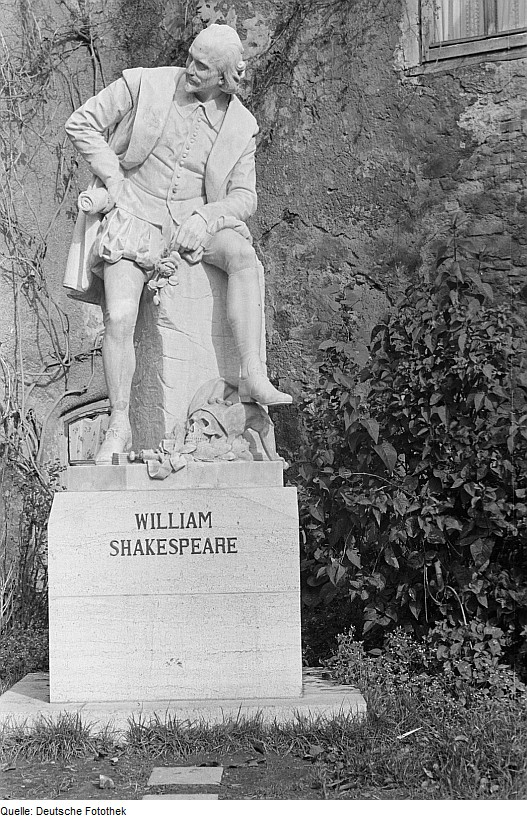
Statua di Shakespeare nel parco an der Ilm a Weimar.

Le sculture e le decorazioni architettoniche di Otto Lessing adornano molti edifici storici del governo in Germania, come la Camera dei signori prussiana,  il Reichstag (parlamento imperiale tedesco), il Neuer Marstall (scuderie imperiali) e il Reichsgericht (Corte suprema di Lipsia). Il suo lavoro di interni comprende le porte di bronzo nel Salone d'onore della Zeughaus (Armeria di Berlino) e suggestivi mosaici di vetro all'interno del Martin-Gropius-Bau. Le opere religiose di Lessing includono le tre porte principali e i rilievi interni del Berliner Dom, i portali e gli interni del Deutscher Dom, l'ingresso dell'imperatore alla Kaiser-Wilhelm-Gedächtniskirche e l'interno della chiesa di San Michele ad Amburgo. Il Palazzo Borsig è un esempio del suo lavoro per le residenze private. Anche la Biblioteca di Stato di Berlino e la Konzerthaus Berlin vennero decorate da Lessing. 
Tra i suoi monumenti all'aperto più importanti ci sono il Monumento a Lessing (1890) nel Tiergarten, la Fontana d'Ercole nella Lützowplatz (1910) e le statue nella Siegesallee.  La sua statua di Shakespeare a Weimar è un'icona tedesca dell'autore, come ha affermato un critico, "seduto e fissando in lontananza uno sguardo perplesso e pensieroso". Molti edifici con le sue opere furono gravemente danneggiati durante la seconda guerra mondiale e molti furono successivamente demoliti, come l'ex ambasciata britannica Palais Strousberg, la Cancelleria del Reich e il Castello di Berlino.

## Scritti
Gli scritti pubblicati di Lessing includono: 
- Ausgefuehrte Bauornamente der Neuzeit. Sammlung hervorragender Ornamentausfuehrungen. Berlino: Wasmuth, 1880.
- Bauornamente der Neuzeit. Berlino: Wasmuth, 1881.
- Bauornamente Berlino. 100 Tafeln. (2 edizioni) Berlino: Wasmuth, 1890.
- Schloss Ansbach: Barock- und Roccoco-Dekorationen aus dem XVIII. Jahrhundert Berlino: Wasmuth, 1892.

## Galleria d'immagini
Esempi di scultura architettonica e decorativa di Lessing:

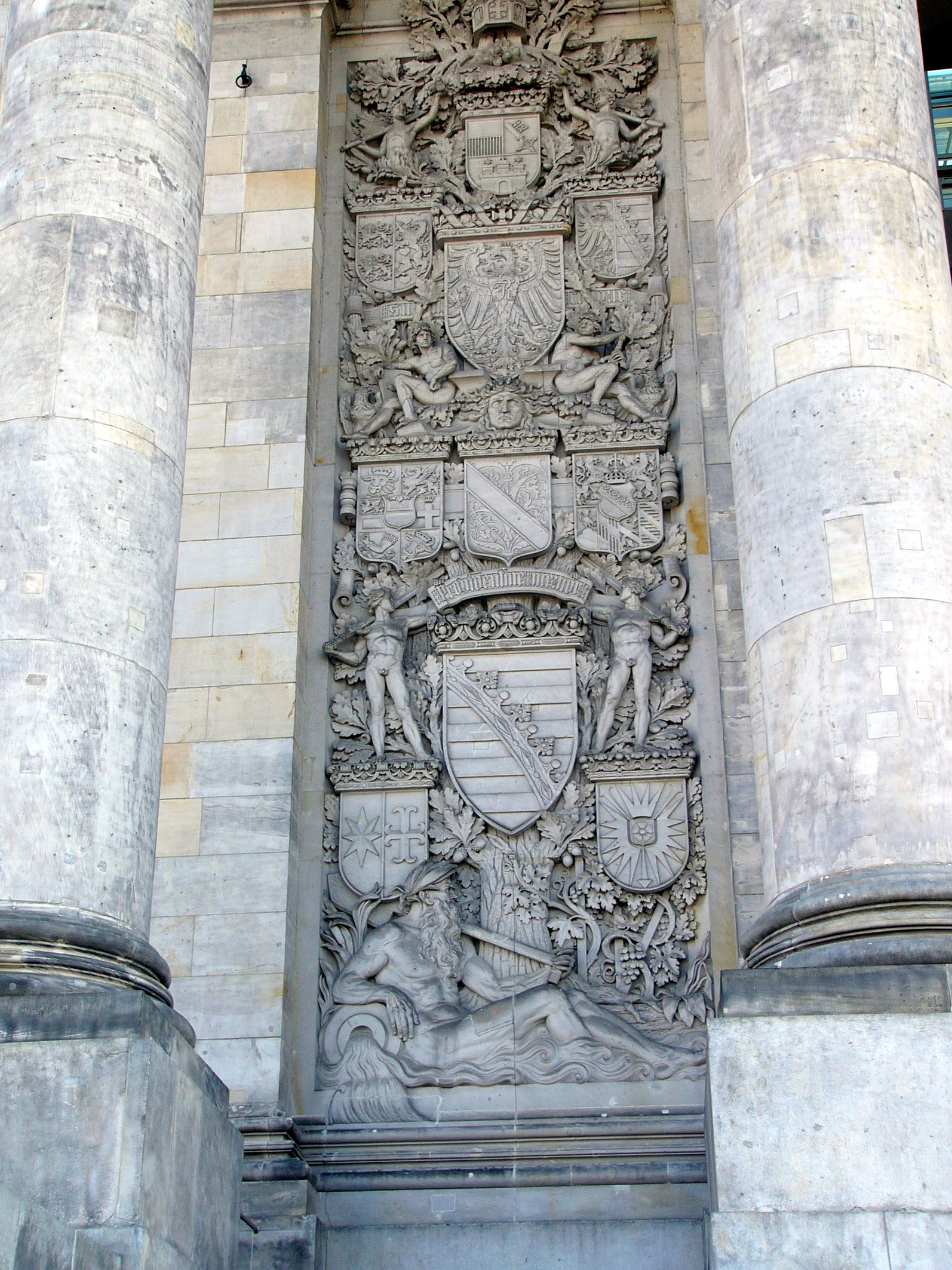
Facciata esterna del Reichstag, Berlino
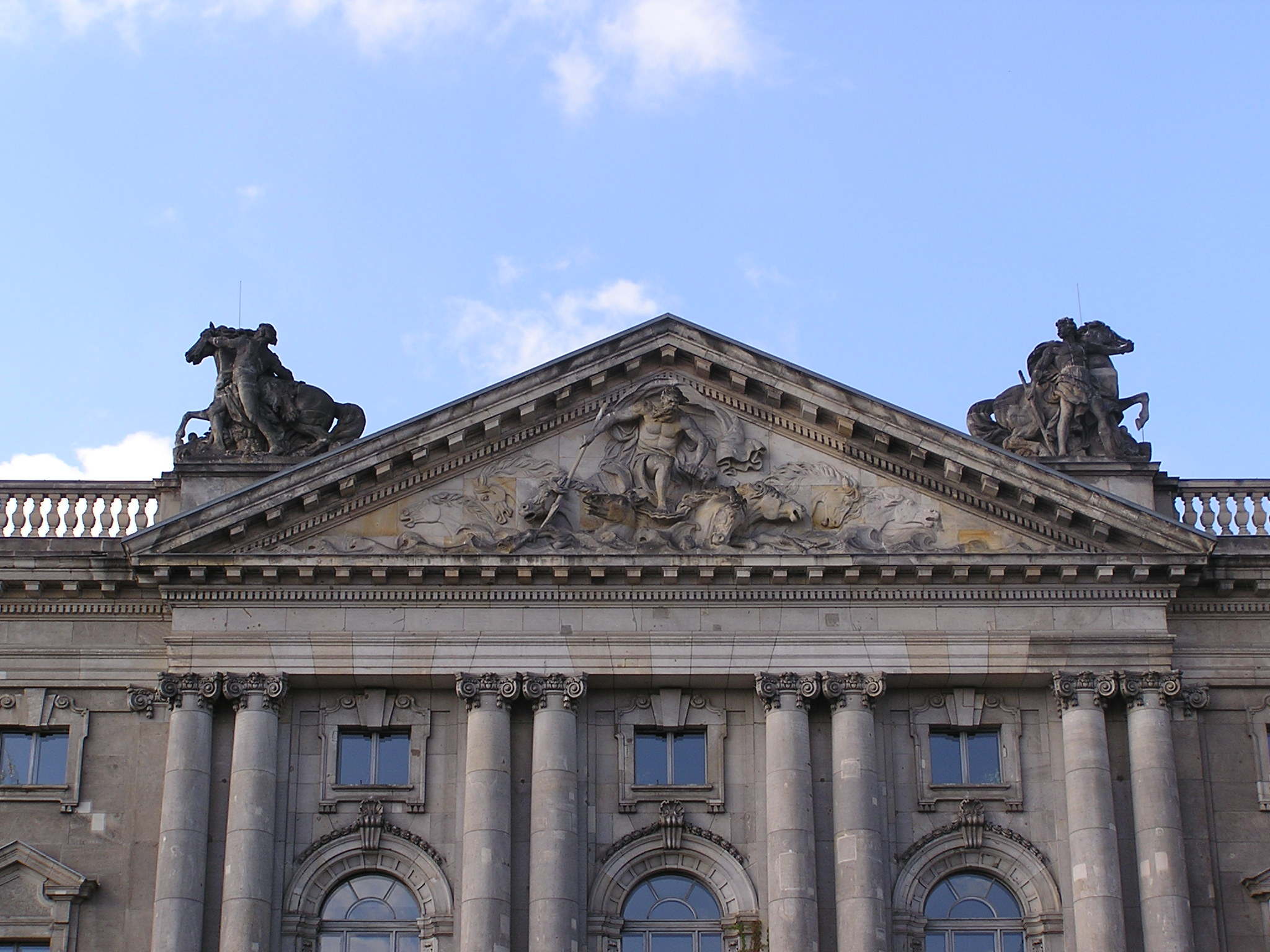
Timpano e scultura The Horse Tamers, Neuer Marstall, Berlino
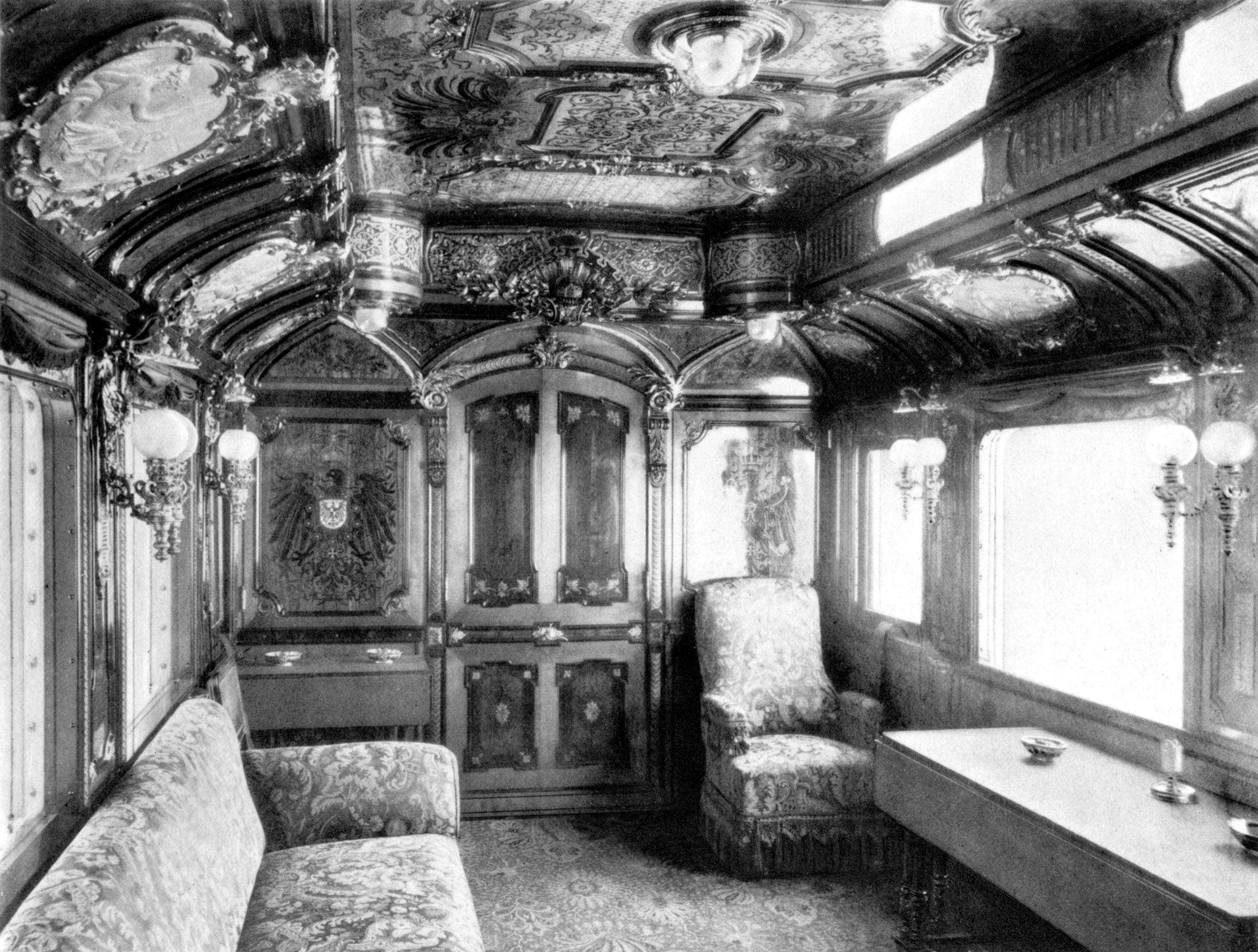
L'interno della carrozza ferroviaria Salon dell'Imperatore Guglielmo II
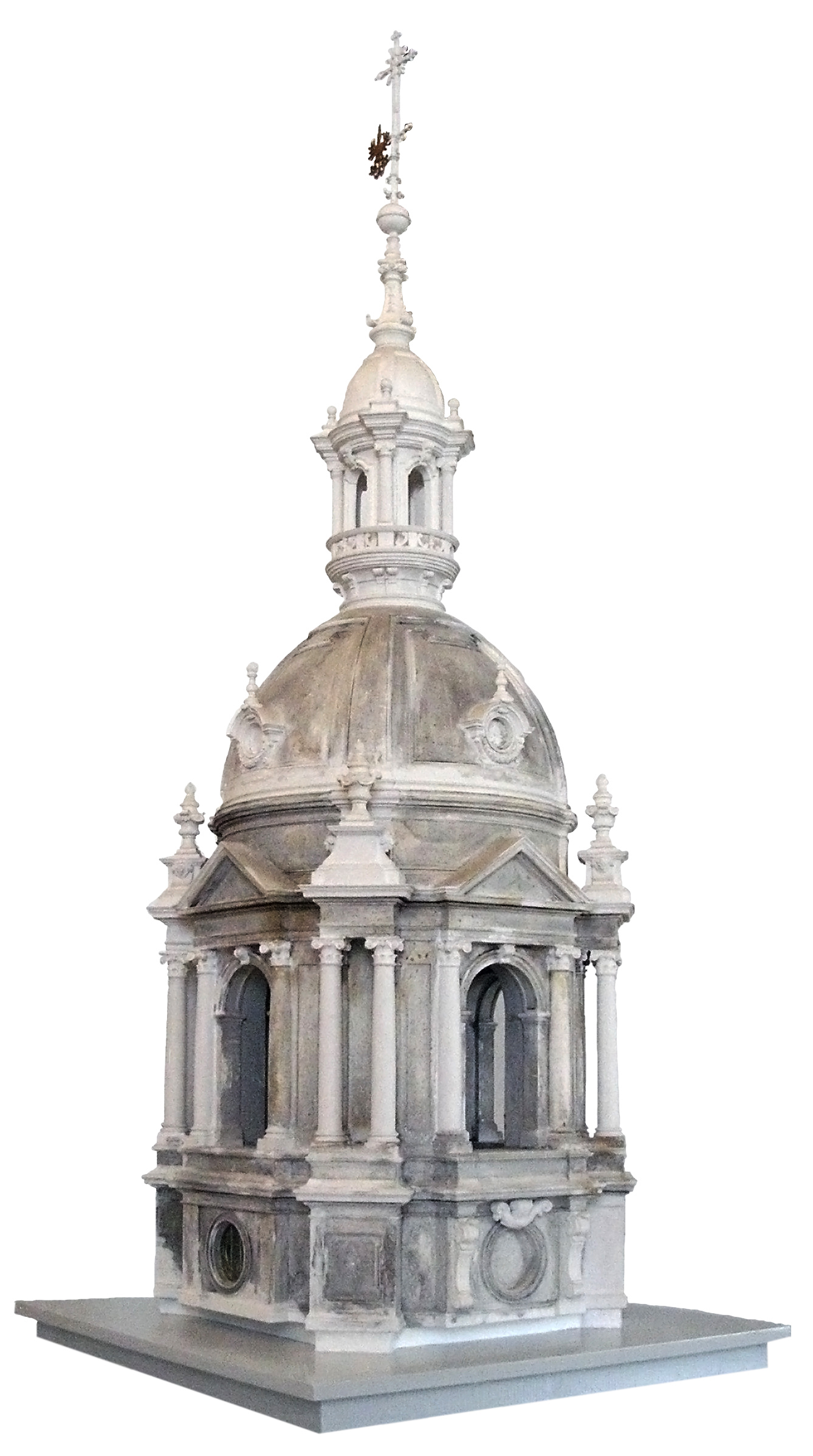
Campanile del Duomo di Berlino